# Dziecko potrafi
Dziecko potrafi – cykl widowisk muzyczno-teatralnych „Estrady Poznańskiej”, adresowanych do dzieci i młodzieży, wystawianych w latach 1984–1987 w poznańskiej Arenie i innych halach widowiskowych w kraju, emitowanych następnie w Telewizji Polskiej oraz wydawanych na kasetach magnetofonowych.
Pomysłodawcą był Krzysztof Jaślar, a wykonawcami, znani piosenkarze, aktorzy i kabareciarze, m.in. Beata Kozidrak, Bohdan Smoleń, Anna Jurksztowicz, Zbigniew Wodecki, Ryszard Rynkowski, Mieczysław Szcześniak, grupa VOX i inni (w tym, dzieci). Artystom towarzyszyła orkiestra Zbigniewa Górnego, który był jednocześnie kierownikiem muzycznym projektu.

## Tytuły przedstawień
- „Dziecko potrafi” 1983 r. - scenariusz Krzysztof Deszczyński, Krzysztof Jaślar, reżyseria Marek Wilewski, kierownik muzyczny Zbigniew Górny, scenografia Marek Grabowski, prowadzenie Krzysztof Deszczyński
- „Pali się” z cyklu „Dziecko potrafi” 1984 r. - scenariusz, reżyseria Krzysztof Deszczyński, Krzysztof Jaślar, kierownik muzyczny Zbigniew Górny, scenografia Marek Grabowski, prowadzenie Krzysztof Deszczyński
- „Lecimy” z cyklu „Dziecko potrafi” 1985 r. - scenariusz i reżyseria Krzysztof Jaślar, kierownik muzyczny Zbigniew Górny, scenografia Marek Grabowski, prowadzenie Krzysztof Deszczyński i Zdzisław Witt
- „Między burzą a kałużą” z cyklu „Dziecko potrafi” 1986 r. - scenariusz i reżyseria Krzysztof Jaślar, kierownik muzyczny Zbigniew Górny, scenografia Marek Grabowski, prowadzenie Krzysztof Deszczyński i Hubert Kwinta
- „Urodziny” z cyklu „Dziecko potrafi” 1987 r. - scenariusz, reżyseria, prowadzenie Krzysztof Deszczyński, scenografia Marek Grabowski, kier. muz. Zbigniew Górny
- „Kolej na kolej” z cyklu „Dziecko potrafi” 1988 r. - scenariusz, reżyseria, prowadzenie Krzysztof Deszczyński, scenografia Marek Grabowski, kier. muz. Zbigniew Górny
- „Dzieciarnia w Oriencie” z cyklu „Dziecko potrafi” 1989 r. - scenariusz, reżyseria, prowadzenie Krzysztof Deszczyński, scenografia Marek Grabowski
- "Na planie filmu "AMERYKA ACH AMERYKA" 1990 r. - scenariusz, reżyseria, prowadzenie Krzysztof Deszczyński, scenografia Marek Grabowski
- „Królowa Śniegu - Antarktyda” z cyklu „Dziecko potrafi” 1991 r. - scenariusz, reżyseria, prowadzenie Krzysztof Deszczyński, scenografia Wojciech Muller
- „Safari, Safari” z cyklu „Dziecko potrafi” 1992 r. - scenariusz, reżyseria, prowadzenie Krzysztof Deszczyński, scenografia Wojciech Muller
- „Popołudniowa Ameryka” z cyklu „Dziecko potrafi” 1993 r. - scenariusz, reżyseria, prowadzenie Krzysztof Deszczyński, scenografia Wojciech Muller
- „Znowu Pali się” z cyklu „Dziecko potrafi” 1994 r. - scenariusz, reżyseria, prowadzenie Krzysztof Deszczyński, scenografia Wojciech Muller